# كينتا كاكموتو
كينتا كاكموتو (باليابانية: 柿本 健太) (19 أكتوبر 1990 في فوكوكا في اليابان – )؛ هو لاعب كرة قدم ياباني سابق كان يلعب كمهاجم.

## وصلات خارجية
- كينتا كاكموتو على موقع رابطة كرة القدم اليابانية للمحترفين (اليابانية)
- كينتا كاكموتو على موقع قاعدة بيانات كرة القدم.إي يو (الإنجليزية)
- كينتا كاكموتو على موقع Soccerway.com (الإنجليزية)